# Entalpi-entropi-diagram
Entalpi-entropi-diagrammet, også kendt som Molliers diagram, beskriver sammenhængen mellem vands tilstandstørrelser.
Diagrammet anvendes bl.a. indenfor ventilationsteknik, kedelteknik og turbineteknik, hvor det er af høj vigtighed at kunne forudsige, hvordan et givent termodynamisk system vil opføre sig, før det konstrueres fysisk.
For en dampturbine kan Carnot-virkningsgraden beregnes som forholdet mellem temperaturen af det vanddamp, som er tilstede ved turbinens indløb, og temperaturen af det vanddamp eller kondensat, som er tilstede ved turbinens udløb.
Carnot-virkningsgraden er givet ved:
{\displaystyle \eta _{carnot}=1-{T_{1} \over T_{2}}}
hvor {\displaystyle T_{1}} er temperaturen ved turbinens udløb, og {\displaystyle T_{2}} er temperaturen ved turbinens indløb.
Af forholdet mellem de to temperaturer fremgår det, at Carnot-virkningsgraden bliver bedre jo højere en indløbstemperatur og jo lavere en udløbstemperatur, der er tilstede i turbinen.
Jo større en Carnot-virkningsgrad et termodynamisk system har, desto bedre vil det være til at udføre arbejde. For det ideelle termodynamiske system, som udnyttede hele den tilførte entalpi, ville Carnot-virkningsgraden være:
{\displaystyle \eta _{carnot}=1}